# Saint Asonia
Saint Asonia (рус. Святая глухота (стилизация в оригинале SΔINT ΔSONIΔ)) — канадская рок-группа, основанная Адамом Гонтье, бывшим вокалистом группы Three Days Grace и гитаристом Staind Майком Мьюшаком. Помимо них, в группу вошли басист Кори Лауэри (ex-Stuck Mojo) и ударник Рич Беддо (ex-Finger Eleven). 16 мая 2015 года вышел первый сингл «Better Place».

## История
21 декабря 2012 года основатель группы Three Days Grace, вокалист, гитарист и автор текстов песен Адам Гонтье объявил, что покидает группу. Официальной причиной его ухода стали проблемы со здоровьем. На своей странице в Facebook Адам пообещал, что он не навсегда оставляет сцену и начнет сольную деятельность. Цитата: «Скоро я сочиню новые песни, и я могу сказать честно: они лучшее, что я когда-либо создавал. Я так хочу, чтобы вы их услышали! Я близок к тому, чтобы дать вам это сделать. Следите за моей новой музыкой. Она настоящая. Честная. Не фальшивка. От всей души. В которой, кстати, я храню всех вас. Спасибо вам большое за ту любовь, поддержку и доброту, которую вы оказываете мне все это время. Адам».
Спустя 2,5 года вышел первый сингл Saint Asonia «Better Place», а 29 июня 2015 состоялся релиз второго под названием «Blow Me Wide Open». Дебютный концерт группы произошел 16 мая 2015 года на фестивале Rock on the Range, где она выступила в качестве специального гостя. Вместе с первым синглом были исполнены такие песни, как «Fairy Tale», «Dying Slowly», «Let Me Live My Life».Также были исполнены каверы на Three Days Grace «I Hate Everything About You» и «Mudshovel» Staind. По предзаказам 26.07.2015 в Европе был доступен сингл «Fairy Tale». Также 29.07.2015 стал доступен трек «Trying To Catch Up With The World». Альбом выпущен 31 июля 2015 года. Продюсером стал Johnny K и лейбл RCA Records. Позже Saint Asonia разорвали контракт с лейблом.
24 июля 2019 года совместно с Салли Эрна группа выпустила сингл «The Hunted». Спустя примерно два месяца был представлен видеоклип для этой песни. Также группа объявила дату выхода своего второго альбома Flawed Design — 25 октября 2019 года.

## Стиль
После выступления группы на фестивале Rock on the Range, который прошел 16 мая 2015 года, журнал Metal Hammer описал стиль группы как альтернативный метал, полный адреналина.

## Состав группы
- Адам Гонтье — вокал, ритм-гитара (2015 — настоящее время)
- Майк Машок — соло-гитара (2015 — настоящее время)
- Кейл Гонтье — бас-гитара, бэк-вокал (2018 — настоящее время)
- Коди Уоткинс — ударные (2019 — настоящее время)

## Бывшие участники
- Кори Лауэри — бас-гитара, бэк-вокал (2015—2018)
- Рич Беддо — ударные (2015—2017)

## Дискография

### Студийные альбомы
| Название              | Детали                                                                                         |
| --------------------- | ---------------------------------------------------------------------------------------------- |
| Saint Asonia          | - Выпущен: 31 июля 2015 - Лейбл: RCA Records - Форматы: Стандартное, расширенное, ограниченное |
| Flawed Design         | - Дата выпуска: 25 октября 2019 - Лейбл: Spinefarm Records - Форматы: TBA                      |
| Introvert / Extrovert | - Дата выпуска: 9 декабря 2022 - Лейбл: Spinefarm Records - Форматы: TBA                       |

### Синглы
| Название                  | Год  | US Main. | CAN Rock | Альбом        |
| ------------------------- | ---- | -------- | -------- | ------------- |
| «Better Place»            | 2015 | 8        | 4        | Saint Asonia  |
| «Let Me Live My Life»     | 2015 | 10       | 6        | Saint Asonia  |
| «I Don't Care Anymore»    | 2016 |          |          |               |
| «The Hunted»              | 2019 | 19       |          | Flawed Design |
| «Beast»                   | 2019 |          |          | Flawed Design |
| «This August Day»         | 2019 |          |          | Flawed Design |
| «Blinding Lights» (cover) | 2021 |          |          |               |

### Видеоклипы
| Название       | Год  | Альбом        |
| -------------- | ---- | ------------- |
| «Better Place» | 2015 | Saint Asonia  |
| «Fairy Tale»   | 2017 | Saint Asonia  |
| «The Hunted»   | 2019 | Flawed Design |